# Список награждённых орденом Ленина в 1945 году
9 мая 1945 года закончилась Великая Отечественная война и в течение первой половины годы продолжались награждения за подвиги, совершённые в ходе боевых действий.
Ниже представлен список награждённых орденом Ленина в 1945 году (за исключением награждённых за боевые подвиги в Великой Отечественной войне). 
Указами Президиума Верховного Совета СССР от:

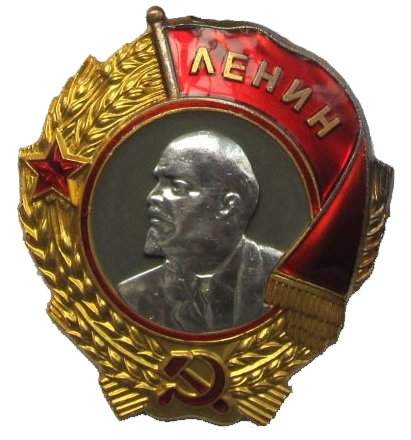
Орден Ленина третьего типа (1936—1943)

## Февраль

### 21 февраля
- О награждении орденом Ленина генералов, офицерского и сержантского состава за выслугу в Красной Армии

- За «долголетнюю и безупречную службу награждены маршалы, генералы и офицеры, а также сержантский состав сверхсрочной службы», из них не ниже звания майора 3571 человек, в том числе:

Маршалы Советского Союза
1. Будённый С. М. (3-й орден 24.04.1943, 5-й орден 03.04.1953)
2. Василевский А. М. (2-й орден 29.07.1944, 4-й орден 29.09.1945)
3. Ворошилов К. Е. (3-й орден 03.02.1941, 5-й орден 03.02.1951)
4. Говоров Л. А. (3-й орден 27.01.1945, 5-й орден 21.02.1947)
5. Жуков Г. К. (2-й орден 29.08.1939, 4-й орден 01.12.1956)
6. Конев И. С. (1-й орден 29.07.1944, 3-й орден 27.12.1947)
7. Малиновский Р. Я. (2-й орден 06.11.1941, 4-й орден 08.09.1945)
8. Мерецков К. А. (3-й орден 02.11.1944, 5-й орден 06.06.1947)
9. Рокоссовский К. К. (3-й орден 29.07.1944, 5-й орден 26.12.1946)
10. Тимошенко С. К. (3-й орден 21.03.1940, 5-й орден 18.02.1965)
11. Толбухин Ф. И. (1-й орден 19.03.1944, 3-й орден 18.02.1965)
12. Шапошников Б. М. (2-й орден 03.10.1942)

- Главный маршал артиллерии Воронов Н. Н. (2-й орден 21.03.1940, 4-й орден 05.05.1949)
- Главный маршал авиации Новиков А. А. (1-й орден 17.05.1940, 3-й орден 17.04.1945)

Маршалы авиации
1. Астахов Ф. А. (1-й орден 25.05.1936)
2. Ворожейкин Г. А. (1-й орден 22.10.1941)
3. Фалалеев Ф. Я.
4. Худяков С. А. ≠

Маршалы артиллерии
1. Чистяков М. Н. (2-й орден 26.11.1956)
2. Яковлев Н. Д. (2-й орден 02.06.1942, 4-й орден 30.12.1948)

Маршалы бронетанковых войск
1. Ротмистров П. А. (2-й орден 22.07.1944, 4-й орден  22.06.1961)
2. Федоренко Я. Н. (2-й орден 10.11.1942, 4-й орден 21.10.1946)

- Маршал инженерных войск Воробьёв М. П. (1-й орден 02.04.1943)

Генералы армии
1. Антонов А. И. (2-й орден 14.09.1946)
2. Ерёменко А. И. (2-й орден 29.07.1944, 4-й орден 13.10.1962)
3. Захаров Г. Ф.
4. Масленников И. И. (2-й орден 13.12.1942, 4-й орден 08.09.1945)
5. Петров И. Е. (1-й орден 24.07.1942, 3-й орден 29.05.1945)
6. Пуркаев М. А. (1-й орден 12.11.1943)
7. Соколовский В. Д. (2-й орден 02.01.1942, 4-й орден 29.05.1945)
8. Тюленев И. В. (1-й орден 22.02.1941, 3-й орден 1962)
9. Хрулёв А. В. (1-й орден 25.06.1940)

Генерал-полковники
1. Артемьев П. А. (1-й орден 22.01.1942)
2. Батов П. И. (3-й орден 30.10.1943, 5-й орден 31.05.1957)
3. Белов П. А. (3-й орден 15.01.1944, 5-й орден 28.02.1957)
4. Боголюбов А. Н. (2-й орден 29.05.1945)
5. Болдин, Иван Васильевич (1-й орден 02.01.1942)
6. Галицкий К. Н. (2-й орден 19.04.1945)
7. Глаголев В. В. (1-й орден 01.11.1943)
8. Голиков Ф. И. (1-й орден 22.02.1941, 3-й орден 20.07.1950)
9. Горбатов А. В. (1-й орден 03.06.1944, 3-й орден 10.04.1945)
10. Гордов В. Н. (2-й орден 06.04.1945) ≠
11. Гусев Д. Н. (1-й орден 22.06.1944, 3-й орден 06.04.1945)
12. Жадов А. С. (2-й орден 06.04.1945)
13. Захаров М. В. (2-й орден 08.09.1945)
14. Ковалёв М. П. (1-й орден 12.11.1943)
15. Колпакчи В. Я. (1-й орден 03.01.1937, 3-й орден 06.04.1945)
16. Коротеев К. А. (2-й орден 06.04.1945)
17. Крылов Н. И. (1-й орден 08.10.1942, 3-й орден 19.04.1945)
18. Курасов В. В. (2-й орден 20.07.1947)
19. Курочкин П. А. (1-й орден 07.04.1940, 3-й орден 29.06.1945)
20. Малинин М. С. (1-й орден 02.01.1942, 3-й орден 29.05.1945)
21. Покровский А. П.
22. Попов В. С. (2-й орден 10.04.1945)
23. Пухов Н. П. (1-й орден 16.10.1943, 3-й орден 06.04.1945)
24. Рейтер М. А.
25. Рыбалко П. С. (1-й орден 17.11.1943)
26. Сандалов Л. М. (1-й орден 30.01.1943, 3-й орден 14.04.1970)
27. Смородинов И. В. (1-й орден 21.03.1940)
28. Трофименко С. Г. (2-й орден 13.09.1944, 4-й орден >>)
29. Федюнинский И. И. (2-й орден 21.02.1944, 4-й орден 29.07.1960)
30. Фролов В. А. (1-й орден 07.05.1940, 3-й орден 06.06.1955)
31. Хозин М. С. (1-й орден 22.02.1938)
32. Цветаев В. Д. (2-й орден 06.04.1945)
33. Чибисов Н. Е. (2-й орден 29.10.1943)
34. Чистяков И. М. (1-й орден 22.07.1944)
35. Чуйков В. И. (2-й орден 19.03.1944, 4-й орден 11.02.1950)
36. Шумилов М. С. (1-й орден 26.10.1943, 3-й орден 17.11.1965)
37. Щаденко Е. А. (3-й орден 22.01.1942)

Генерал-полковники танковых войск
1. Богданов С. И. (1-й орден 11.03.1944)
2. Вольский В. Т. (1-й орден 15.12.1943)
3. Катуков М. Е. (2-й орден 23.09.1944, 4-й орден 06.04.1945)
4. Кравченко А. Г. (1-й орден 10.01.1944)

Генерал-полковники авиации
1. Вершинин К. А. (3-й орден 19.08.1944, 5-й орден 20.05.1960)
2. Горюнов С. К. (2-й орден 28.04.1945)
3. Красовский С. А. (1-й орден 19.01.1943, 3-й орден 06.04.1945)
4. Науменко Н. Ф.
5. Рыбальченко С. Д. (1-й орден 05.10.1944)
6. Шиманов Н. С. (1-й орден 07.04.1940) ≠

Генерал-лейтенанты
1. инженерно-артиллерийской службы Алгасов, Сергей Григорьевич
2. Андреев, Дмитрий Иванович (2-й орден 19.04.1945)
3. Анисимов, Георгий Иванович (2-й орден >>?)
4. Анисимов, Николай Петрович (1-й орден 16.08.1936)
5. танковых войск Ахманов, Алексей Осипович (2-й орден 28.04.1945)
6. инженерно-артиллерийской службы Байков, Алексей Павлович (2-й орден >>?)
7. Бахтин, Александр Николаевич
8. Безуглый, Иван Семёнович
9. Берзарин, Николай Эрастович (2-й орден 06.04.1945)
10. артиллерии Бескин, Израиль Соломонович (1-й орден 09.10.1943, 3-й орден 31.05.1945)
11. Бобков, Михаил Владимирович
12. Боголюбов, Александр Николаевич (2-й орден 29.05.1945)
13. артиллерии Бодров, Василий Семёнович (2-й орден 31.05.1945)
14. Бобков, Иван Иванович (2-й орден 31.05.1945)
15. Вашкевич В. Р.
16. Корженевич Ф. К. и другие

Генерал-майоры
1. Аверьянов, Николай Яковлевич
2. войск связи Акименко, Адриан Захарович
3. артиллерии Александров, Георгий Александрович
4. гвардии интендантской службы Александров, Георгий Васильевич (1-й орден 07.06.1931)
5. Александров, Пётр Алексеевич
6. Алексеев, Зиновий Нестерович
7. инженерных войск Алексеев, Николай Иванович
8. Алексеенко, Василий Лаврентьевич (2-й орден 29.06.1945)
9. артиллерии Алексеенко, Михаил Семёнович
10. Алёшин, Евгений Васильевич
11. гвардии Анашкин, Михаил Борисович (2-й орден 06.04.1945)
12. гвардии Антилла, Аксель Моисеевич (1-й орден 17.07.1937)
13. гвардии Анциферов, Иван Иванович
14. Аргунов, Николай Емельянович
15. гвардии Аскалепов, Василий Семёнович (1-й орден 15.01.1944, 3-й орден 06.04.1945)
16. Афанасьев, Георгий Афанасьевич
17. гвардии Афонин, Павел Иванович
18. войск связи Ахременко, Иван Фёдорович
19. медицинской службы Ахутин, Михаил Никифорович (2-й орден >>?)
20. войск связи Бабкин, Кирилл Алексеевич
21. интендантской службы Бабьян, Казимир Андреевич
22. гвардии танковых войск Бахметьев, Дмитрий Дмитриевич (1-й орден 04.02.1943)